# Club Industriel de Kamsar
El CI Kamsar es un equipo de fútbol de Guinea que milita en el Campeonato Nacional de Guinea, el torneo de fútbol más importante del país.

## Historia
Fue fundado en el año 1985 en la ciudad de Boké con el nombre Olympique Kakandé, hasta que en 1988 cambiaron de nombre por el de Caïman Club de Kamsar y se mudaron a la ciudad de Kamsar hasta que en 1993 adoptaron su nombre actual. Bajo su denominaciones anteriores ganaron dos títulos de copa en los años 1980. Nunca han sido campeones de la máxima categoría.
A nivel internacional han participado en dos torneos continentales, el primero de ellos ha sido la Copa Confederación de la CAF 2014, en la cual fueron eliminados en la ronda preliminar por el AS Douanes de Togo.

## Palmarés
- Copa Nacional de Guinea: 2

1986, 1988
- - Finalista: 4

2004, 2006, 2013, 2019

## Participación en competiciones de la CAF
| Temporada | Torneo                       | Ronda      | Club               | Casa | Visita | Global |
| --------- | ---------------------------- | ---------- | ------------------ | ---- | ------ | ------ |
| 2014      | Copa Confederación de la CAF | Preliminar | AS Douanes de Lomé | 1-1  | 0-2    | 1-3    |
| 2019/20   | Copa Confederación de la CAF | Preliminar | Paradou AC         | 1-0  | 0-3    | 1-3    |